# ماير ليفين
ماير ليفين (بالإنجليزية: Meyer Levin)‏‏ (5 أكتوبر 1905 في شيكاغو - 9 يوليو 1981 في إسرائيل) صحفي، وروائي، وكاتب من الولايات المتحدة.

## الجوائز
- جائزة إدغار

## روابط خارجية
- ماير ليفين على موقع IMDb (الإنجليزية)
- ماير ليفين على موقع الموسوعة البريطانية (الإنجليزية)
- ماير ليفين على موقع قاعدة بيانات برودواي على الإنترنت (الإنجليزية)
- ماير ليفين على موقع إن إن دي بي (الإنجليزية)
- ماير ليفين على موقع قاعدة بيانات الفيلم (الإنجليزية)